# 關西交流道
24°51′42″N 121°13′23″E / 24.861713°N 121.223162°E
關西交流道為臺灣國道三號的交流道，位於臺灣新竹縣關西鎮，指標為79k。曾在2018年競爭力網路科技公司舉辦的網路投票中，被選為“最美的交流道”。
|      | 79 關西 | 南下      |  | 關西 新埔 |
| 北上 | 79 關西 | 關西 新埔 |  |           |
| 北上 | 79 關西 | 六福村    |  |           |

## 鄰近公路
- 市道118號
- 竹27線

## 改善計劃
由於關西交流道是國道三號在新竹縣假日時最壅塞的路段，車流皆是欲前往週遭景點如六福村、內灣、尖石、五峰、竹東和北埔之遊客，下交流道之車輛穿越關西鎮接台3線，造成市區道路堵塞，車流甚至回堵至國道車道。為解決關西鎮假日的塞車問題，關西鎮代表主席於2017年建議將關西服務區便道拓寬為雙向車道，將途經關西鎮市區之車潮直接分流至台3線。
但高公局於2017年底實際會勘關西服務區便道後認為，關西服務區和台3線的兩端點間高低差達50公尺，坡度約有12度，是一般公路坡度介在6到7度之間的兩倍，有許多技術問題需要克服；且關西服務區便道緊鄰國道主線之山坡地上，若需拓寬改為匝道，有必要經過環境影響的差異分析和水土保持計畫。

## 外部連結
- 國道三號關西交流道示意圖 （页面存档备份，存于）（交通部高速公路局）